# Cacia kinabaluensis
Cacia kinabaluensis là một loài bọ cánh cứng trong họ Cerambycidae.